# Ривас, Леонардо Даниэль
Леа́ндро Даниэ́ль Ри́вас Ко́нге (исп. Leonardo Daniel Rivas Conge; род. 6 декабря 2001, Парагуари) — парагвайский футболист, защитник клуба «Насьональ» (Асунсьон). Участник Олимпийских игр 2024 в Париже.

## Клубная карьера
Ривас — воспитанник клуба «Серро Портеньо». 13 июля 2019 года в матче против «Депортиво Сантани» он дебютировал в парагвайской Примере. В составе клуба игрок дважды выиграл чемпионат Парагвая. 29 апреля 2023 года в поединке против «Гвайреньи» Даниэль забил свой первый гол за «Серро Портеньо». В начале 2024 года Ривас на правах аренды перешёл в столичный «Насьональ». 19 февраля в матче против «Спортиво Тиниденсе» он дебютировал за новую команду. 3 апреля в поединке Южноамериканского кубка против аргентинского «Архентинос Хуниорс» Даниэль забил свой первый гол за «Насьональ».   

## Международная карьера
В 2024 году Ривас был включён в заявку олимпийской сборной Парагвая на участие в Олимпийских играх в Париже. На турнире он сыграл в матчах против команд Японии, Израиля, Мали и Египта.

## Достижения
Командные
 «Серро Портеньо»
- Победитель парагвайской Примеры (2) — Апертура 2020, Апертура 2021